# The Human Hibernation
The Human Hibernation (traducida al español como La hibernación humana) es una película independiente española de habla inglesa de ciencia ficción y drama de 2024, dirigida por Anna Cornudella en su ópera prima, quien la coescribió con Lluís Sellarés. Está protagonizada por Clara Muck Dietrich, Brian Stevens, Neil O'Neil, Janet Hubbell. Se estrenó en el Festival Internacional de Cine de Berlín de 2024 el 19 de febrero de 2024, y se estrenó en cines españoles el 10 de enero de 2025, con distribución de Begin Again Films.

## Trama
Una mujer despierta de la hibernación mientras su hermano sigue durmiendo. El procedimiento hace que los humanos parezcan animales.

## Reparto
- Clara Muck Dietrich
- Brian Stevens
- Neil O'Neil
- Janet Hubbell

## Producción
La directora Anna Cornudella creó la idea original de The Human Hibernation después de leer un artículo sobre un equidna en Australia que logró sobrevivir a unos incendios gracias a un proceso de hibernación. El artículo hizo a Cornudella pensar sobre lo que ocurriría si todos los entornos de la Tierra dejasen de ser habitables para los humanos. A partir de ahí, Cornudella empezó a desarrollar la idea sobre una película con tintes utópicos que dejase el contexto de la acción abierto a la interpretación del espectador.
Cornudella presentó el proyecto a la beca artística barcelonesa Art Jove, la cual le concedió una beca. A partir de ahí, se puso en contacto con gente de la NASA y de la Agencia Espacial Europea, la cual ayudó con el proceso de investigación. Originalmente, el proyecto, el cual Cornudella presentó en el MACBA junto al jefe de investigación de la AEE, Matteo Cerri, era una pieza de 20 minutos de duración, pero los otros responsables del proyecto la convencieron de expandir la pieza a una película.
The Human Hibernation fue rodada entre España y Estados Unidos, en Ripollés y en el norte de Nueka York, cerca de Albany. Durante el rodaje, se mantuvo un formato de entrevista, con el fin de preservar la autenticidad de las conversaciones. La película fue rodada en inglés, debido a que los personajes eran personas reales provenientes de granjas de Estados Unidos.

## Lanzamiento y marketing
El 17 de enero de 2024, se anunció que The Human Hibernation tendría su estreno mundial en el Festival Internacional de Cine de Berlín de 2024 el 19 de febrero de 2024. En febrero de 2024, de cara al estreno mundial de la película, su póster fue lanzado. La película tuvo su estreno en España en octubre de 2024 en la Seminci.
En marzo de 2024, la distribuidora española Begin Again Films anunció que se encargaría de las ventas internacionales de The Human Hibernation, Originalmente, la película iba a ser distribuida en cines españoles por Filmin, como parte de su galardón del Premio Filmin en el Festival Abycine en octubre de 2023. Sin embargo, en algún punto de 2024, Begin Again Films adquirió también los derechos de distribución de la cinta en cines españoles y programó su estreno en salas de cine españolas para el 10 de enero de 2025.